# Christoph Sieber
Christoph Sieber, född den 9 januari 1971 i Wels, är en österrikisk seglare.
Han tog OS-guld i mistral i samband med de olympiska seglingstävlingarna 2000 i Sydney.